# Estación Abasto
Abasto es una estación ferroviaria ubicada en la localidad homónima, en el partido Partido de La Plata, Provincia de Buenos Aires, Argentina.

## Servicios
Actualmente, no presta servicios de pasajeros ni de cargas.

## Ubicación e historia
Pertenece al antiguo ramal entre las estaciones Ringuelet y Coronel Brandsen. El ramal fue iniciado en 1883 por el Ferrocarril Oeste de Buenos Aires, propiedad de la Provincia de Buenos Aires, y vendido en 1890 al Ferrocarril Buenos Aires al Puerto de la Ensenada. Este último fue a su vez adquirido en 1898 por el Ferrocarril del Sud, de capitales británicos. Al nacionalizarse los ferrocarriles y reorganizarse el sistema en 1948, pasó a ser parte del Ferrocarril General Roca.
El servicio de pasajeros fue clausurado en 1978 por la dictadura cívico militar que por entonces gobernaba el país, sin embargo los trenes de cargas y de pasajeros a Mar del Plata siguieron utilizando las vías del ramal. Durante la Guerra de Malvinas, la estación fue utilizada para enviar pertrechos.
El ramal siguió funcionando para los trenes de cargas hasta el año 2004, pero las autoridades nacionales y provinciales lo abandonaron por completo.
Actualmente la estación es utilizada como un centro cultural.